# Leonardo de Deus
Leonardo Gomes de Deus (Campo Grande, 18 gennaio 1991) è un nuotatore brasiliano.

## Biografia
Ha rappresentato il Brasile ai Giochi olimpici estivi di Londra 2012 e Rio de Janeiro 2016.
Ai mondiali in vasca corta di Hangzhou 2018, ha vinto la medaglia d'oro nella staffetta 4x200 metri stile libero, gareggiando nelle sole batterie con i connazionali Leonardo Coelho Santos, Luiz Altamir Melo, Breno Correia e Fernando Scheffer. Ha anche concluso al diciottesimo posto nei 200 metri farfalla e al ventitreesimo nei 100 metri della stessa specialità.

## Palmarès
- Mondiali in vasca corta

Hangzhou 2018: oro nella 4x200m sl.
- Giochi panamericani

Guadalajara 2011: oro nei 200m farfalla e argento nella 4x200m sl.
Toronto 2015: oro nei 200m farfalla, bronzo nei 200m dorso e nei 400m sl.
Lima 2019: oro nei 200m farfalla e nella 4x100m misti mista, argento nella 4x100m misti e bronzo nei 100m dorso.
Santiago del Cile 2023: argento nei 200m farfalla.
- Campionati panpacifici

Gold Coast 2014: argento nei 200m farfalla.
Tokio 2018: argento nei 200m farfalla.
- Giochi sudamericani

Medellín 2010: oro nei 200m farfalla e nei 200m dorso, argento nella 4x200m sl.
Santiago 2014: oro nei 200m farfalla e nei 200m dorso.
Asuncion 2022: oro nei 100m dorso, nei 200m dorso e nei 200m farfalla.

## International Swimming League
| Stagione 2020   | Stagione 2021   |
| --------------- | --------------- |
| Aqua Centurions | Aqua Centurions |